# Saint-Nicolas-aux-Bois
Saint-Nicolas-aux-Bois település Franciaországban, Aisne megyében. Lakosainak száma 116 fő (2022. január 1.). Saint-Nicolas-aux-Bois Brie, Crépy, Fourdrain és Saint-Gobain községekkel határos.

## Népesség
A település népessége az elmúlt években az alábbi módon változott:
| Lakosok száma | 109  | 107  | 111  | 104  | 114  | 120  | 119  | 120  | 121  | 116  |
|               | 1968 | 1982 | 1990 | 2006 | 2013 | 2015 | 2017 | 2019 | 2020 | 2022 |